# Massimo Ambrosini
Massimo Ambrosini (ur. 29 maja 1977 w Pesaro) – włoski piłkarz występujący na pozycji pomocnika.

## Kariera klubowa
Massimo Ambrosini zawodową karierę rozpoczynał w drużynie AC Cesena. Jej barwy reprezentował w sezonie 1994/1995, w którym pojawił się w 25 ligowych spotkaniach. Następnie podpisał kontrakt z A.C. Milan. W nowym klubie zadebiutował 30 sierpnia 1995 roku w wygranym 4:1 wyjazdowym pojedynku z Pescara Calcio. Sezon 1997/1998 Ambrosini spędził w innym włoskim zespole – Vicenza Calcio, dla której rozegrał 27 meczów. Po powrocie na San Siro zaczął grywać regularnie. Z Milanem Ambrosini dwa razy wygrywał Ligę Mistrzów oraz Superpuchary Europy. W kraju trzykrotnie zdobył mistrzostwo Włoch, a także zdobył puchar i superpuchar kraju. Massimo dla ekipy „Rossonerich” rozegrał już ponad 400 spotkań. Do końca sezonu 2008/2009 był wicekapitanem włoskiego zespołu. Po zakończeniu piłkarskiej kariery przez Paolo Maldiniego wychowanek Ceseny przejął po nim rolę kapitana Milanu.
W 2013 roku działacze klubu A.C. Milan postanowili, iż nie przedłużą wygasającego kontraktu z doświadczonym pomocnikiem. Przed sezonem 2013/2014 dołączył do klubu ACF Fiorentina na zasadzie wolnego transferu.

## Kariera reprezentacyjna
Ambrosini w reprezentacji Włoch zadebiutował 28 kwietnia 1999 roku w spotkaniu przeciwko Chorwacji. Wcześniej rozegrał siedem meczów dla reprezentacji Italii do lat osiemnastu i osiemnaście meczów dla reprezentacji U-21. Razem z dorosłą kadrą pojechał na Letnie Igrzyska Olimpijskie w 2000 roku, na których Squadra Azzura dotarła do ćwierćfinału. W tym samym roku wystąpił również na mistrzostwach Europy, na których zdobył srebrny medal. Z powodu kontuzji nie pojechał na Mistrzostwa Świata 2002, nie znalazł się także w kadrze Włochów na Euro 2004. 16 sierpnia 2006 Massimo został powołany do kadry przez Roberto Donadoniego po dwuletniej przerwie w występach reprezentacyjnych. Pod wodzą nowego szkoleniowca Włoch przejął w drużynie opaskę kapitańską i wywalczył sobie miejsce w podstawowej jedenastce. W 2008 roku Ambrosini wraz z reprezentacją dotarł do ćwierćfinału mistrzostw Europy.

## Sukcesy
- Mistrzostwo Włoch: 4
  - 1996, 1999, 2004, 2011
- Puchar Włoch: 1
  - 2003
- Superpuchar Włoch: 2
  - 2004, 2011
- Puchar Europy: 2
  - 2003, 2007
- Superpuchar Europy: 2
  - 2004, 2008
- Wicemistrzostwo Europy: 1
  - 2000